# Nejmladší z rodu Hamrů
Nejmladší z rodu Hamrů je jedenáctidílný černobílý televizní seriál z roku 1975 natočený v režii Evžena Sokolovského. Seriál ukazuje problematiku vesnice od roku 1945 až do roku 1972. Seriál je koncipován ryze propagandisticky jakožto oslava socialistické zemědělské velkovýroby.
Seriálové Bernartice jsou ve skutečnosti Konojedy u Prahy, kde se seriál natáčel.

## Obsah
Seriál ukazuje českou vesnici od konce druhé světové války po rok 1972. Rodina Hamrova pod vedením maminky se rozhodne osídlit pohraničí a získat tak majetek. Po přestěhování se však rodina rozpadá. Nejstarší syn Štěpan s ženou Jiřinou osídlí jinou chalupu, prostřední syn Václav uteče do města dělat automechanika. Otec Hamr při těžké práci dostane infarkt a hospodářem se stává nejmladší syn Honzík. V seriálu je popsána Honzíkova cesta jako soukromého hospodáře, předsedy JZD a nakonec ředitele zemědělského podniku. Jeho soukromý život se mu však nedaří. Jeho velká láska Marie se odstěhuje do města, jeho žena Věra od něj odchází, protože nechce žít na vesnici. K dovršení všeho umírá jeho maminka, kterou velice miloval. V posledním díle se však Honzík opět sejde s Marií, která má již syna. Oba přijíždí za Honzíkem, aby s ním již zůstali.

## Seznam dílů
1. Velké rozhodnutí
2. Splněné přání
3. Hospodář
4. Z bouřného času
5. Zvednutý kámen
6. Svatba
7. Zrádce
8. Student
9. Rozchod
10. Tíha
11. Setkání

## Obsazení
rodina Hamrova
- Martin Velda – Jan Hamr (1. - 2. díl)
- Jaroslav Satoranský – Jan Hamr (3. - 11. díl)
- Jaroslav Moučka – otec Hamr
- Libuše Havelková – matka Hamrová
- Antonín Molčík – Štěpán Hamr
- Stanislava Bartošová – Jiřina, Štěpánova žena
- Petr Svojtka – Václav Hamr
- Jana Jiskrová – Václavova žena
- Regina Rázlová – Věra, spolužačka na vysoké škole → manželka Jana Hamra

Čkyně
- Čestmír Řanda – sedlák
- Světla Amortová – selka
- Jarmila Zahradníčková – Eliška
- Vladimír Huber – učitel na základní škole
- Soběslav Sejk – Kramář

Bernartice
- Ilja Prachař – otec Zajíček
- Eva Jiroušková – matka Zajíčková
- Jana Šulcová – Marie Zajíčková
- Ladislav Pešek – cestář Pudil
- Josef Bláha – Fiala
- Václav Lohniský – Sýkora
- Jiří Vala – Hubert
- Miriam Hynková – Bětka
- Karel Urbánek – Bětčin manžel
- Jana Boušková – Bětka mladší
- Zdeněk Martínek – Čumík, holič a kostelník
- Anuše Pejskarová – Čumíková
- Jiří Bruder – Čaha, hostinský
- Božena Franková – Čahová
- Josef Patočka – Maryška
- Eliška Velímská – Maryšková
- Zdeněk Šavrda – farář
- Lída Roubíková – babka
- Jana Paulová – ekonomka
- Bohuslav Čáp – inženýr Trávníček

Malá Dobrá
- Miloš Willig – odvolaný předseda družstva Blažek
- Adolf Filip – Kerbl
- Vladimír Krška – zootechnik
- Viktor Maurer – mechanizátor
- Václav Bouška – agronom
- Oldřich Musil – hostinský
- Jan Kotva – traktorista

- Bedřich Prokoš – tajemník OV KSČ Hrstka
- Bohumil Švarc – zemědělský tajemník Sklenář
- Bohuš Záhorský – Trousil, ředitel na střední zemědělské škole
- Ferdinand Krůta – školník
- Václav Postránecký – Kódl
- Josef Čáp – Petr
- Ivan Luťanský – Břetislav
- Vladimír Kudla – Josef
- Břetislav Slováček – Franta

## Tvůrci
- Jaroslav Dietl, námět a scénář
- Eduard Landisch, hlavní kamera
- Zdeněk Liška, hudba
- Jiří Zelenka, zvuk